# قضية مكتبة بيردجمان للفنون ضد شركة كوريل
قضية مكتبة بريدجمان للفنون ضد شركة كوريل (بالإنجليزية: Bridgeman Art Library v. Corel Corp)‏ قضية رقم 36 - ثانية لسنة 1999. هو حكم لمحكمة فيدرالية أمريكية - جنوب مقاطعة نيويورك، في القضية المرفوعة من مكتبة بريدجمان للفنون ضد شركة كوريل للبرمجيات بشأن استخدام غير قانوني لأحد صور الأعمال الفنية المملوكة للمكتبة من قبل شركة كوريل.
حكمت المحكمة برفض الدعوة استناداً إلى: الأعمال الفوتوغرافية للأعمال التي تحت نطاق الملكية العامة غير محمية وغير مشمولة بقانون حماية الملكية الفكرية للولايات المتحدة لانها تعتبر عملية نسخ لعمل آخر وليست أعمال أصلية، إلا إذا كانت عملية النسخ هذه تستهدف عملاً يحتوي على عمل إبداعي يخص مهارات أو خبرات أو تأثير خاص. فهذه الأعمال مشمولة بالحماية الفكرية لقوانين الولايات المتحدة بشرط إثبات مدى أصالة هذا العمل.
أثارت هذه القضية اهتمام الكثيرون لاعتبارها مرجع قانوني هام فيما يتعلق بالصور التي تتناول أعمال فنية غير مجسمة، واعتبارها عمل إبداعي ذو حقوق نشر من عدمه.

## الوقائع
قامت شركة كوريل ببيع سي دي في الولايات المتحدة والمملكة المتحدة وكندا تحت اسم : اسطونات الصور الاحترافية والتي احتوت علي صور أوروبية قديمة . ونظرا لان هذه الصور مملوكة للمكتبة قامت بتحريك القضية ضد الشركة واعتبرتها انتهاك لحقوقها.

## تحرك الدعوة
القضية الأولى كانت في 13 نوفمبر 1998 واستعانت فيها المحكمة بقوانين الملكية الفكرية في بريطانيا (بحكم أن اللوحة رسمت في بريطانيا)، وكانت القوانين الإنجليزية متوافقة مع القوانين الأمريكية، وبناء على حيثيات القضية قضت المحكمة في جلستها الأولى برفض الدعوة.

## الحكم النهائي
صدر الحكم في 26 فبراير 1999.